# ジョゼフ・ギシャール
ジョゼフ・ブノワ・ギシャール（Joseph Benoît Guichard,1806年11月14日 - 1880年5月31日）はフランスの画家である。

## 略歴
リヨンで壁紙商の家に生まれた。リヨンの美術学校で学んだ。当時のリヨンの学校ではピエール・レヴォワル(Pierre Révoil)やフルーリ＝フランソワ・リシャール(Fleury-Francois Richard)によって厳格なアカデミック美術のスタイルの絵画が教えられていた。1824年に友人のポール・シュナヴァールと絵画のクラスを辞め、彫刻家のジャン＝フランソワ・ルジャンドル＝エラル(Jean-François Legendre-Héral)のクラスに移った。
1827年にパリに移り、リヨン出身のイポリット・フランドランとポール・フランドランの兄弟と知り合い、彼らの助けで、新古典主義の画家、ドミニク・アングルの工房で修行することができた。アングルのスタイルにも満足できなかったギシャールは1828年からパリのエコール・デ・ボザールに学び、ウジェーヌ・ドラクロワからも影響を受けた。1831年のサロン・ド・パリにデビューすると、アングルからの評価は低かったが、一般の人々からは好評で、パトロンを得ることができた。
7月王政の内相、アドルフ・ティエールにも知られるようになり、美術館の充実のためにイタリアの巨匠の作品の複製を作る仕事でローマに派遣され16世紀の画家、ダニエレ・ダ・ヴォルテッラや盛期ルネサンスの画家、ラファエロ・サンティの作品の複製を製作した。
1839年に画家のルイ＝ジャン＝フランソワ・ラグルネの孫娘と結婚した。
1851年にレジオンドヌール勲章を受勲した。1862年にジェノー(Michel Philibert Genod:1795-1862)の後を継いで、リヨン国立高等美術学校の教授に任じられ、故郷のリヨンに移った。ギシャールの教育方法は同僚の教授たちなどから批判を受け1871年に市長が介入し停職になった。その後政治家などが介入したが結局、ギシャールは辞任し、リヨン市の絵画学校の校長の職に就いた。1879年にリヨン美術館の学芸員になった。ギシャールの教えた学生には、フェリックス・ブラックモンやジャン・セーニュマルタンらがいる。

## 作品

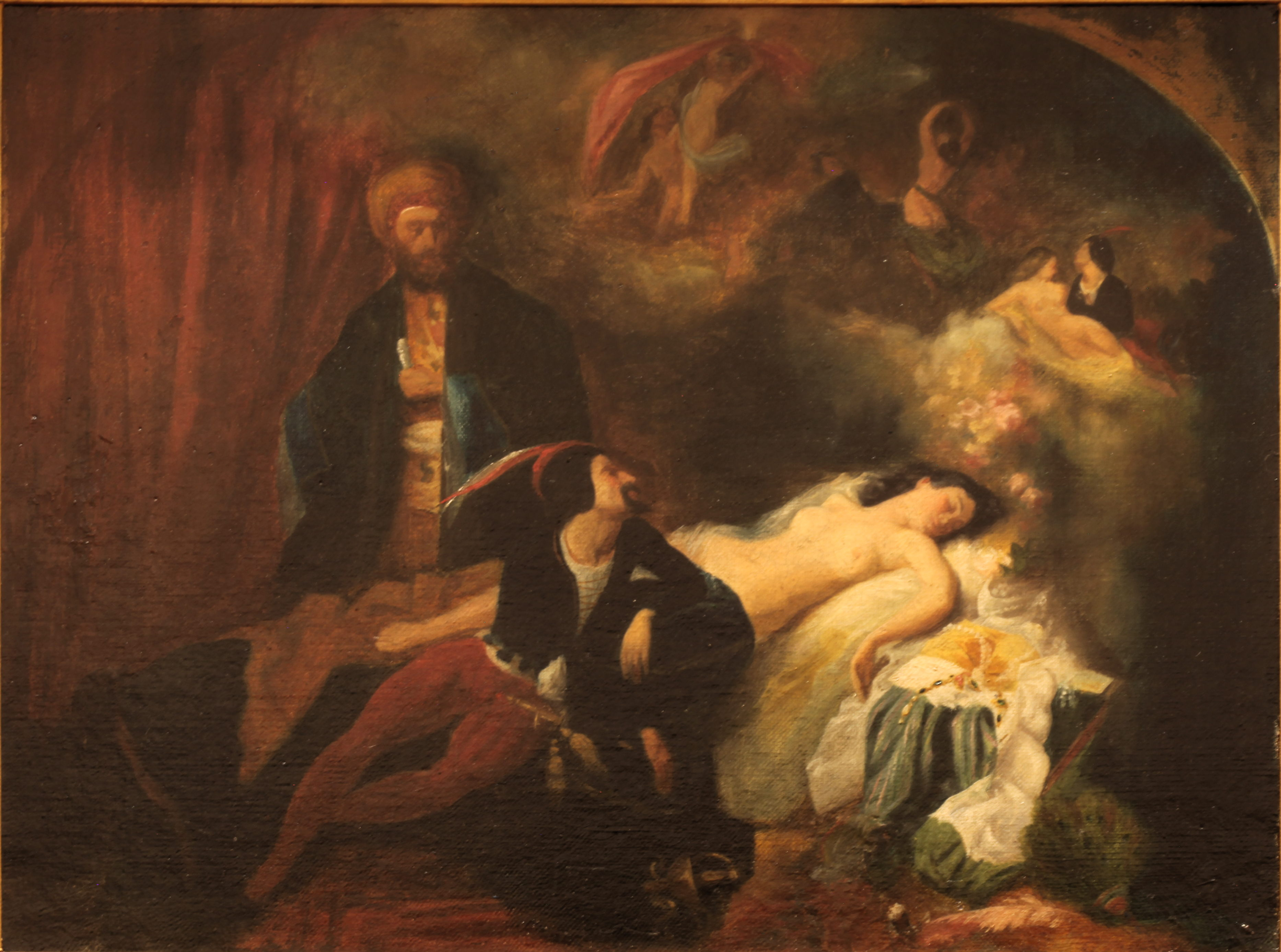
「愛の夢」(c.1833)
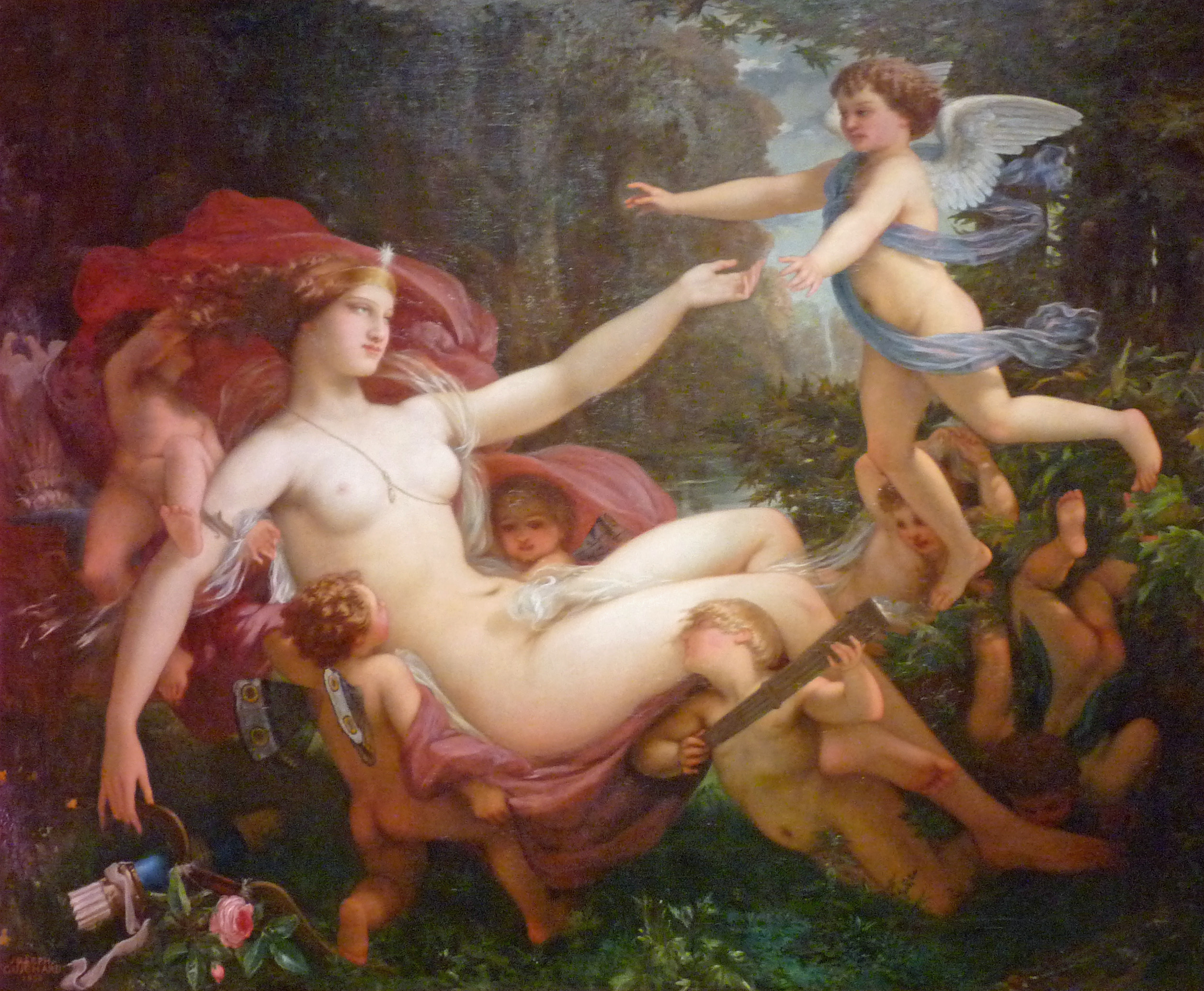
「クピードーに運ばれるヴィーナス」(1853)
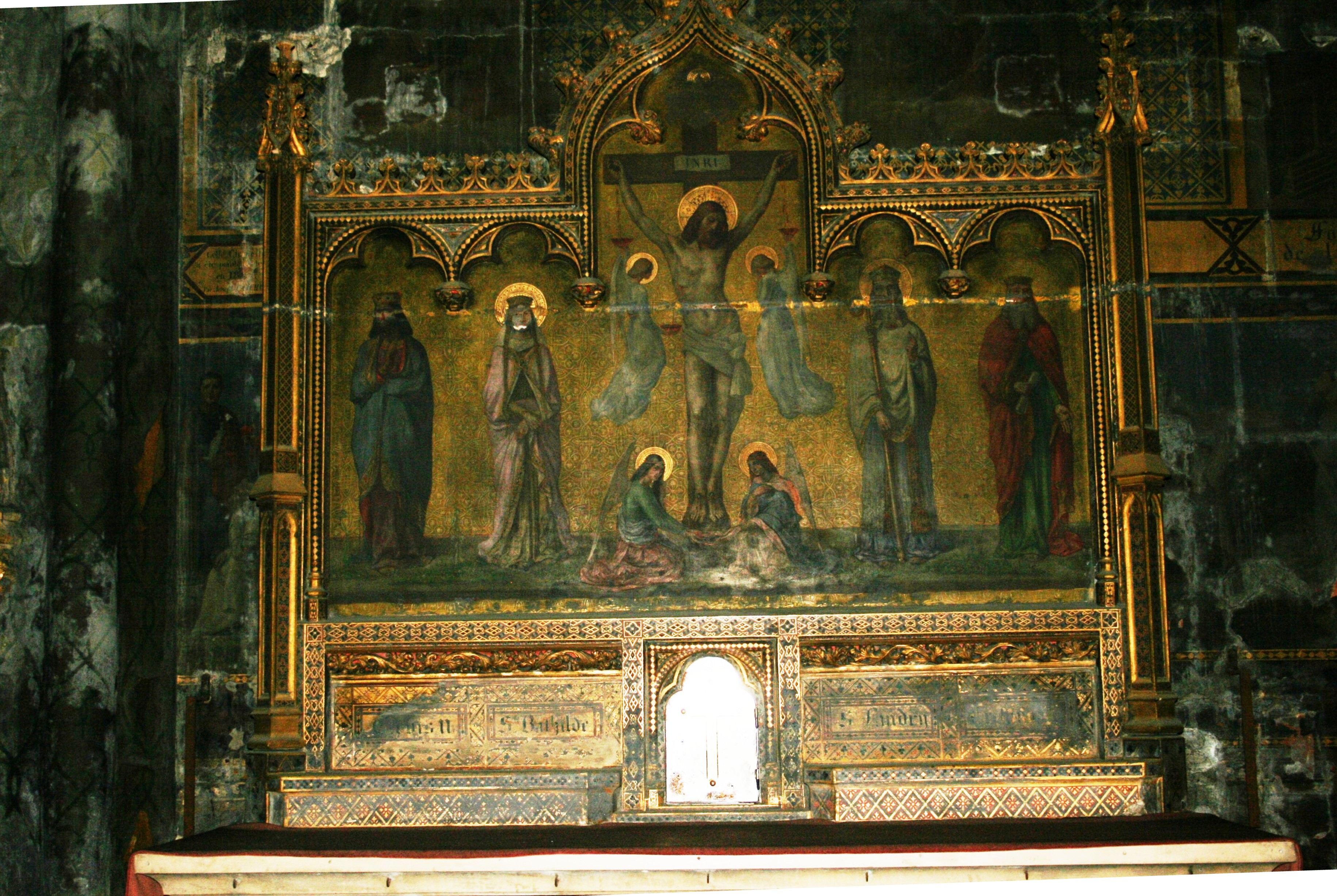

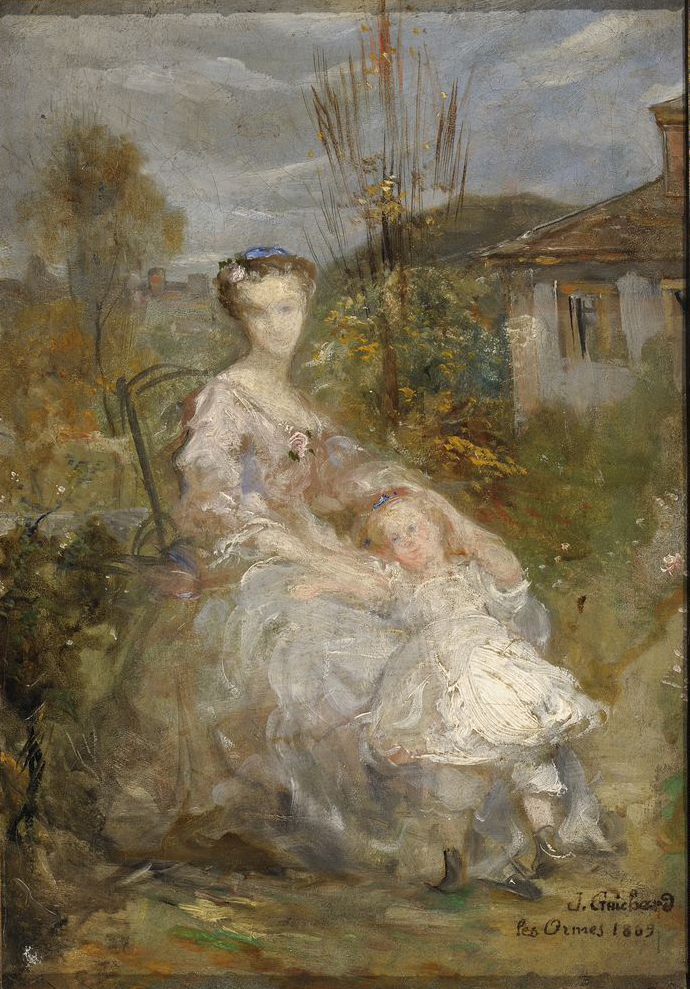
Louisa Siefert-詩人
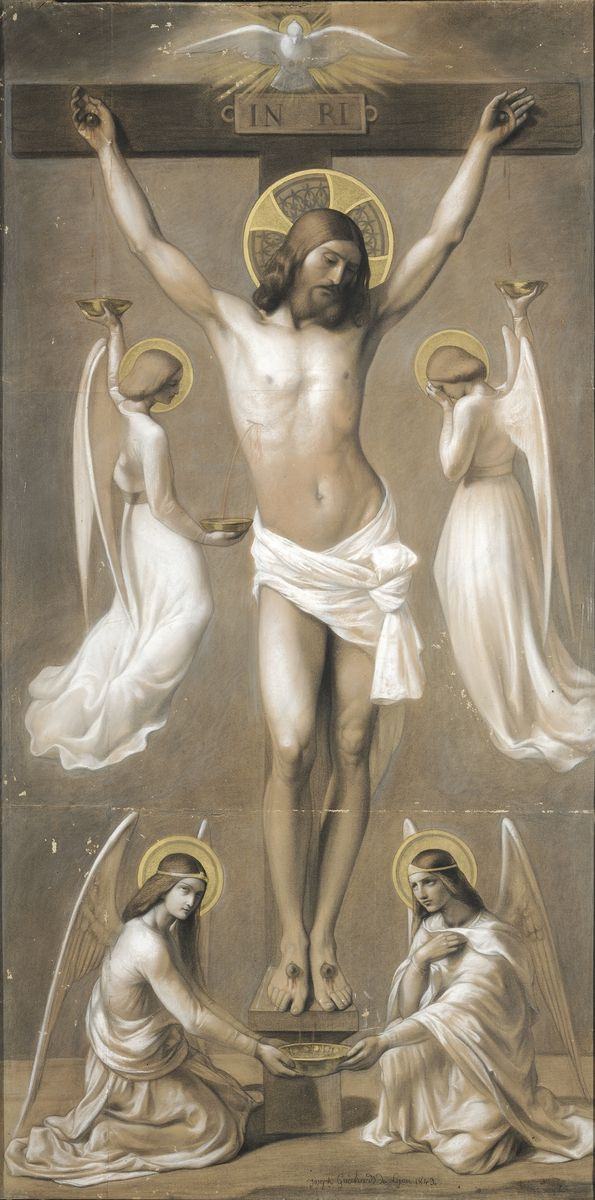
(1843)
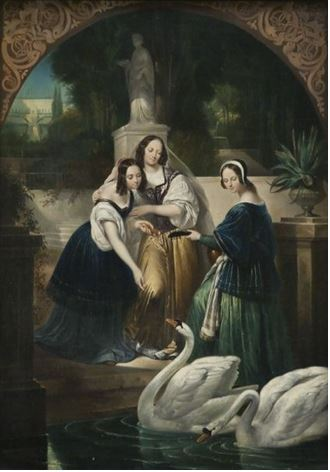
白鳥に餌やり(1833)
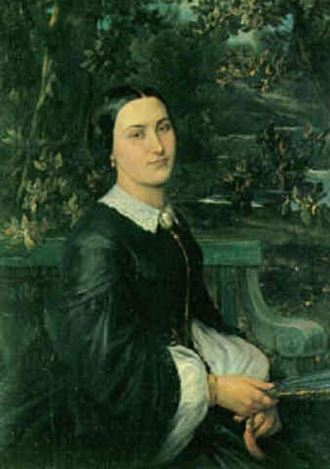
(1861)